# Suore insegnanti di Nostra Signora
Le Suore Insegnanti di Nostra Signora, dette di Kalocsa (in ungherese Miasszonyunkról Nevezett Kalocsai Iskolanővérek; sigla C.S.S.K.), sono un istituto religioso femminile di diritto pontificio.

## Storia
La congregazione si riallaccia direttamente a quella fondata nel 1833 a Neunburg vorm Wald da Karolina Gerhardinger.
Nel 1860, per iniziativa e sotto la protezione dell'arcivescovo Jozef Kunszt, le suore di Horažďovice aprirono una casa a Kalocsa, in Ungheria. Sorte tensioni tra la filiale e la casa-madre, nel 1864 la comunità ungherese si rese autonoma e divenne di diritto pontificio nel 1903.

## Attività e diffusione
Le suore si dedicano all'insegnamento.
Oltre che in Ungheria, sono presenti in Australia, Canada, Germania, Italia; la sede generalizia è a Kalocsa.
Nel 2014 l'istituto contava 113 religiose in 12 case.